# El Retorno (Guaviare)
El Retorno es un municipio colombiano ubicado en el departamento del Guaviare, en la Región de la Amazonía. Dista de Bogotá (la capital del país) 420 km.

## Movilidad
Se puede acceder por vía terrestre (desde San José del Guaviare) y por vía fluvial (desde Puerto Inírida, por el río Caño Grande). La empresa Cootransguaviare presta sus servicios entre San José del Guaviare y El Retorno, por la Ruta Nacional 75, con 32 km, haciendo un recorrido que dura aproximadamente dos horas en época de invierno.

## División Político-Administrativa
Además de su Cabecera municipal. El Retorno tiene bajo su jurisdicción los siguientes Centros poblados:
- Cerrito
- El Unilla
- La Fortaleza
- La Libertad
- La Paz
- Morichal Viejo
- Pueblo Nuevo
- San Lucas

## Geografía
Tiene un área de 1017 kmª. Está conformado por 75 veredas, la cabecera municipal, 5 resguardos indígenas y 3 centros poblados. Se encuentra a una altitud de 245 m s. n. m., registrando una temperatura de 25 °C.

### Población
Tiene 22975 habitantes (retornenses), de los cuales 11684 viven en el área urbana y 11291 en el área rural. La población indígena es de aproximadamente 730 habitantes.

### Límites municipales
El Retorno está delimitado por los siguientes municipios, excepto con Vaupés y Guainía.
| Noroeste: San José del Guaviare                     | Norte: San José del Guaviare (Río Inírida) | Nordeste: Morichal Nuevo (Guainía) (Río Inírida) |
| Oeste: Límite entre San José del Guaviare y Calamar |                                            | Este: Pana Pana (Guainía) (Río Papunaua)         |
| Suroeste: Calamar (Río Unilla)                      | Sur: Miraflores y Carurú (Vaupés)          | Sureste: Papunaua (Vaupés) (Río Papunaua)        |

## Historia
Erigido en municipio el 14 de noviembre de 1968, el municipio fue producto de varios procesos de colonización en el siglo XX.

## Economía
Gira en torno la ganadería (por lo cual es denominada la capital ganadera del departamento) y la explotación del caucho.

## Estructura organizacional municipal
| El Retorno   | El Retorno  | El Retorno                 |
| Departamento | Código DANE | Categoría municipal (2023) |
| ------------ | ----------- | -------------------------- |
| Guaviare     | 95025       | Sexta                      |

- Personería: Es un centro del Ministerio Público de Colombia que ejerce, vigila y hace control sobre la gestión de las alcaldías y entes descentralizados; velan por la promoción y protección de los derechos humanos; vigilan el debido proceso, la conservación del medio ambiente, el patrimonio público y la prestación eficiente de los servicios públicos, garantizando a la ciudadanía la defensa de sus derechos e intereses.

El actual Personero municipal es Andrea Cubides Vesga (2024-2027).
- Concejo Municipal: Es la suprema autoridad política del municipio. En materia administrativa sus atribuciones son de carácter normativo. También le corresponde vigilar y hacer control político a la administración municipal. Se regulan por los reglamentos internos de la corporación en el marco de la Constitución Política Colombiana (artículo 313) y las leyes, en especial la Ley 136 de 1994 y la Ley 1551 de 2012.

Constituido por 11 concejales por un periodo de 4 años.
- Alcaldía Municipal: En esta se encuentra la administración municipal y las entidades descentralizadas del municipio.

El Alcalde se pronuncia mediante decretos y se desempeña como representante legal, judicial y extrajudicial del municipio. El actual Alcalde municipal es Jhonny Casanova López (2024-2027), elegido por voto popular.
- JAL.